# كانفي آيلاند
كانفي آيلاند (بالإنجليزية: .Canvey Island F.C)‏ هو نادٍ لكرة القدم مقره في جزيرة كانفي، إسكس، بإنجلترا.